# José Padilla Sánchez
José Padilla Sánchez – noto anche come José Padilla – (Almería, 28 maggio 1889 – Madrid, 25 ottobre 1960) è stato un compositore spagnolo.

## Biografia
Fu conosciuto per aver scritto molte zarzuela e canzoni di successo che si basavano tutte su motivi di folklore popolare: bolero, paso doble.
Tra le molte sue composizioni spiccano La Violetera, Valencia, Princesita, El Relicario.
Maurice Ravel fece cenno a questo compositore a proposito dell'orchestrazione del suo famoso Bolero, esprimendosi in questa maniera: "nessuna forma propriamente detta, nessun sviluppo o quasi, nessuna modulazione, solo un tema, tipo alla Padilla; del ritmo e dell'orchestra". Lo stesso Ravel definì La Violetera "un capolavoro" e disse che avrebbe dato la sua mano destra per aver scritto El Relicario o La Violetera.

## Filmografia
- El ciento trece, regia di Raphael J. Sevilla e Ernesto Vilches (1935)